# Öffentlicher Nahverkehr in Paris
Der öffentliche Nahverkehr in Paris und der Île-de-France besteht aus einem engmaschigen Netz von Bus-, U- und Straßenbahn-, RER- und Transilien-Linien. Betreiber des öffentlichen Nahverkehrs (ÖPNV) ist die Régie Autonome des Transports Parisiens (RATP), teils in Verbindung mit der staatlichen Eisenbahngesellschaft Société nationale des chemins de fer français (SNCF). Aufgabenträger für den ÖPNV in dieser Region ist die Île-de-France Mobilités (IdFM). Im Jahr 2014 zählten die öffentlichen Nahverkehrsmittel in der Île-de-France 4,3 Milliarden Fahrgäste, woraus sich ein durchschnittlicher Wert von etwa 11,8 Millionen Fahrgästen pro Tag ergibt. Bis 2020 wurde ein Anstieg der Fahrten mit dem ÖPNV um 20 % gegenüber 2014 erwartet. Insgesamt werden im Großraum Paris pro Tag etwa 41 Millionen Fortbewegungen getätigt. Das Netzwerk des öffentlichen Nahverkehrs in der Region Île-de-France steht weltweit auf Platz 2 hinsichtlich des Fahrgastaufkommens (nach Tokio), auf Platz 4 hinsichtlich der Netzlänge (2.186 Kilometer Schienennetz bei Métro, RER und Transilien zusammen) und auf Platz 2 hinsichtlich der Netzdichte (nach London).

## Überblick
Folgende Verkehrsmittel werden in Paris betrieben:
| Verkehrsmittel            | Betreiber | Anteil am Verkehrsaufkommen |
| ------------------------- | --------- | --------------------------- |
| Métro                     | RATP      | 48 %                        |
| Linienbus                 | RATP      | 34 %                        |
| RER                       | RATP/SNCF | 15 %                        |
| Tramway                   | RATP/SNCF | 2 %                         |
| Orlyval                   | RATP      | < 1 %                       |
| Funiculaire de Montmartre | RATP      | < 1 %                       |

Dabei wurden von RATP-Fahrzeugen 2011 über drei Milliarden Kilometer zurückgelegt.
| Verkehrsmittel | Betreiber | Gebiet                 | Fahrgäste (in Mio.) | Linien | Streckennetzlänge (in km) | Anzahl Stationen |
| -------------- | --------- | ---------------------- | ------------------- | ------ | ------------------------- | ---------------- |
| Métro          | RATP      | Paris und nahe Vororte | 1.541               | 16     | 220                       | 303              |
| RER            | RATP      | Paris und Vororte      | 449                 | 5      | 117                       | 65               |
| RER            | SNCF      | Paris und Vororte      | 676                 | 5      | 488                       | 443              |
| Transilien     | SNCF      | Paris und Vororte      | 676                 | 8      | 920                       | 443              |
| Tramway        | RATP      | Paris und Vororte      | 96                  | 6      | 74                        | 134              |
| Tramway        | SNCF      | Vororte                | 14                  | 1      | 8                         | 11               |
| Bus            | RATP      | Paris                  | 345                 | 64     | 597                       | 1.313            |
| Bus            | RATP      | Vororte                | 643                 | 257    | 2.685                     | 3.402            |
| Bus            | Optile    | Vororte                | 309                 | 1.079  | 20.032                    | 25.704           |
| Bus            | Noctilien | Paris und Vororte      | 9                   | 47     | 1.341                     | 1.239            |

### Metro

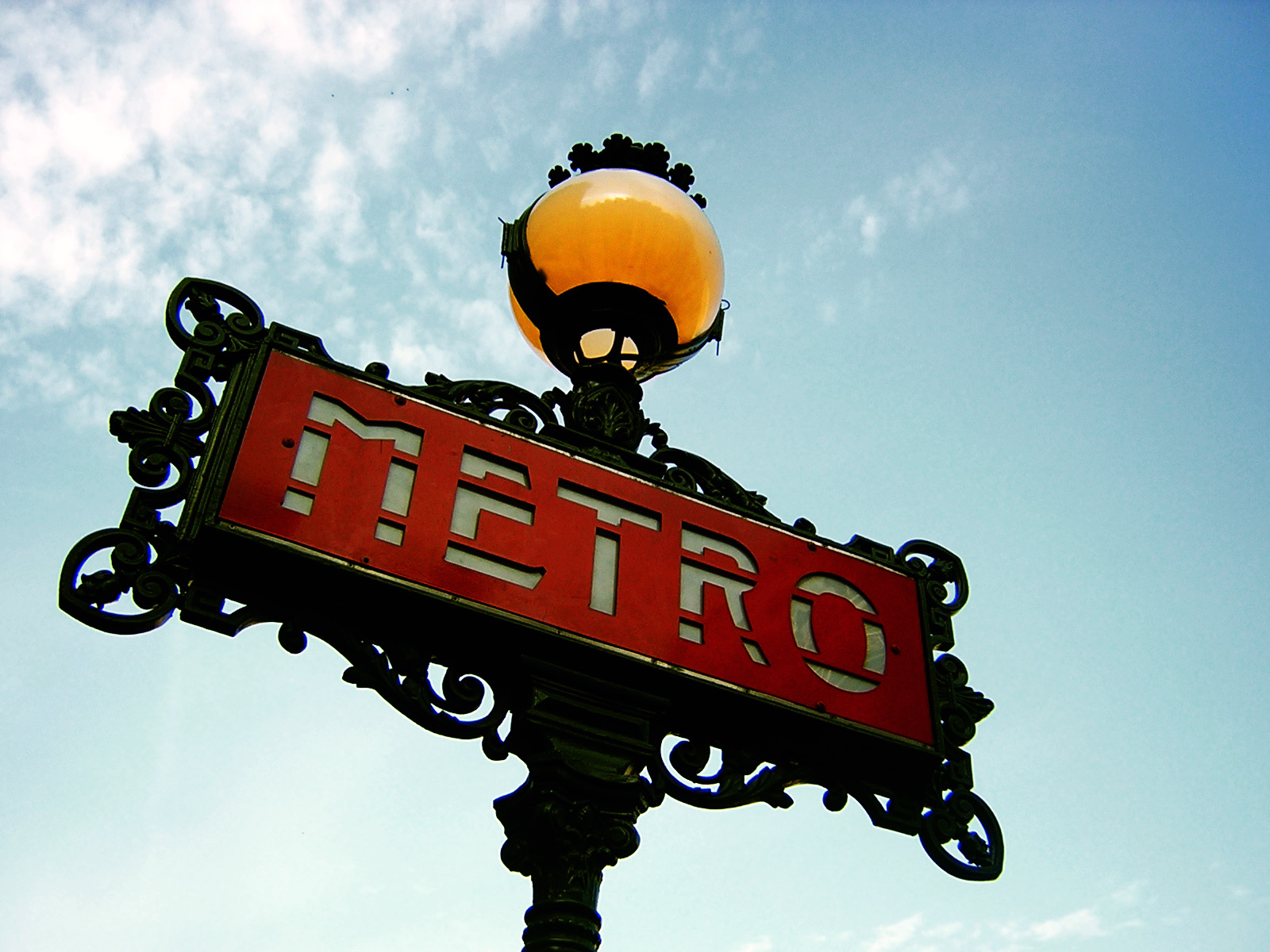
Schild der Pariser Metro

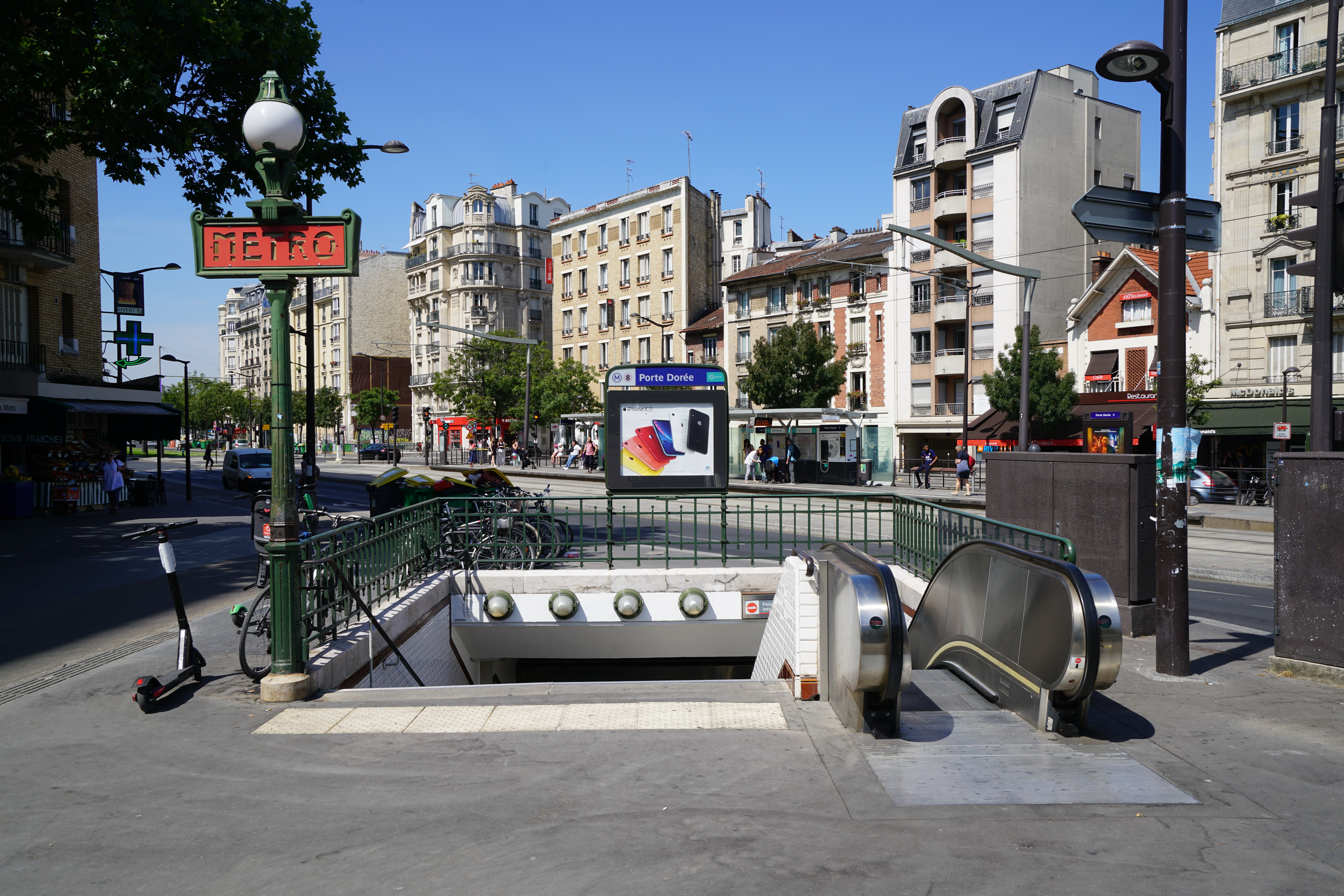
Eingang zum U-Bahnhof Porte Dorée der Métro Paris

Der Verkehr innerhalb Paris wird überwiegend über die U-Bahn abgewickelt. Die Métro Paris ist nach London (1863), Glasgow und Budapest (beide 1896) die viertälteste U-Bahn Europas. Die erste Métrolinie wurde am 19. Juli 1900 eröffnet. Das Pariser U-Bahn-Netz besteht aus 16 Linien (14 vollwertige und zwei Ergänzungslinien mit der lateinischen Zusatzbezeichnung bis) und ist mit 219,9 Kilometern Gesamtlänge und 303 Stationen eines der größten Netze der Welt. Die Métro wird täglich von rund fünf Millionen Menschen genutzt und repräsentiert 20 Prozent des Pariser Gesamtverkehrs. Mit dem Projekt Grand Paris Express soll das Netz auch großräumig auf die Vororte ausgeweitet werden. Seine Länge wird sich dabei fast verdoppeln. Darüber hinaus sind zahlreiche Erweiterungen bereits bestehender Linien geplant.
| Linie | Strecke                                                                                      | Eröffnung | Letzte Erweiterung | Länge (in km) | davon oberirdisch | Stationen | Fahrgäste (pro Jahr)         | Betriebssystem |
| ----- | -------------------------------------------------------------------------------------------- | --------- | ------------------ | ------------- | ----------------- | --------- | ---------------------------- | -------------- |
| 01    | La Défense – Grande Arche ↔ Château de Vincennes                                             | 1900      | 1992               | 16,6          | 0,6               | 25        | 207.000.000 (2010)           | gummibereift   |
| 02    | Porte Dauphine ↔ Nation                                                                      | 1900      | 1903               | 12,3          | 2,2               | 25        | 102.000.000 (2009)           | konventionell  |
| 03    | Pont de Levallois – Bécon ↔ Gallieni                                                         | 1904      | 1971               | 11,7          | 0,0               | 25        | 98.000.000 (2009)            | konventionell  |
| 03bis | Gambetta ↔ Porte des Lilas                                                                   | 1921      | 1971               | 1,3           | 0,0               | 4         | schon bei Linie 3 mitgezählt | konventionell  |
| 04    | Porte de Clignancourt ↔ Bagneux - Lucie Aubrac                                               | 1908      | 2013               | 12,1          | 0,0               | 27        | 172.000.000 (2009)           | gummibereift   |
| 05    | Bobigny – Pablo Picasso ↔ Place d’Italie                                                     | 1906      | 1985               | 14,6          | 2,5               | 22        | 101.000.000 (2009)           | konventionell  |
| 06    | Charles de Gaulle – Étoile ↔ Nation                                                          | 1900      | 1942               | 13,6          | 6,1               | 28        | 104.000.000 (2009)           | gummibereift   |
| 07    | La Courneuve – 8 Mai 1945 ↔ Villejuif – Louis Aragon / Mairie d’Ivry                         | 1910      | 1987               | 22,4          | 0,0               | 38        | 129.000.000 (2009)           | konventionell  |
| 07bis | Louis Blanc ↔ Pré Saint-Gervais                                                              | 1911      | 1967               | 3,1           | 0,0               | 8         | schon bei Linie 7 mitgezählt | konventionell  |
| 08    | Balard ↔ Pointe du Lac                                                                       | 1913      | 2011               | 23,4          | 4,1               | 38        | 96.000.000 (2009)            | konventionell  |
| 09    | Pont de Sèvres ↔ Mairie de Montreuil                                                         | 1922      | 1937               | 19,6          | 0,0               | 37        | 130.000.000 (2010)           | konventionell  |
| 10    | Boulogne – Pont de Saint-Cloud ↔ Gare d’Austerlitz                                           | 1913      | 1981               | 11,7          | 0,0               | 23        | 43.000.000 (2009)            | konventionell  |
| 11    | Châtelet ↔ Mairie des Lilas                                                                  | 1935      | 1937               | 6,3           | 0,0               | 13        | 47.000.000 (2009)            | gummibereift   |
| 12    | Front Populaire ↔ Mairie d’Issy                                                              | 1910      | 2012               | 15,3          | 0,0               | 29        | 86.000.000 (2013)            | konventionell  |
| 13    | Asnières – Gennevilliers – Les Courtilles / Saint-Denis – Université ↔ Châtillon – Montrouge | 1911      | 2008               | 24,3          | 2,4               | 32        | 126.800.000 (2010)           | konventionell  |
| 14    | Saint-Denis – Pleyel↔ Aéroport d’Orly                                                        | 1998      | 2024               | 27,8          | 0,0               | 21        | 92.200.000 (2023)            | gummibereift   |

### RER und Vorortbahnen
Ergänzend zum Métro-Netz gibt es das Réseau Express Régional (RER), dessen Züge Paris mit den Vororten (Banlieues) verbinden. Zum RER-Netz gehören die Linien A bis E, die auf den zentralen Streckenabschnitten Zugfolgen von bis zu zwei Minuten erreichen.
Das jetzige RER hat seine Ursprünge in den von der staatlichen französischen Eisenbahngesellschaft SNCF oder ihren Vorgängern stillgelegten Vorortbahnen, von denen eine Strecke (der heutige südliche Abschnitt des RER B) schon 1937 von der Pariser Métro übernommen wurde.
| Linie | Streckenverlauf | Länge (in km) | Anzahl Bahnhöfe | Züge (pro Tag) | Fahrgäste (pro Tag) |
| ----- | --- | ------------- | --------------- | -------------- | ------------------- |
| A     | Saint-Germain-en-Laye / Cergy-le-Haut / Poissy – Boissy-Saint-Léger / Marne-la-Vallée - Chessy                                        | 108           | 46              | 580            | 1.400.000           |
| B     | Aéroport Charles-de-Gaulle 2 TGV / Mitry-Claye – Robinson / Saint-Rémy-lès-Chevreuse                                                  | 80            | 47              | 540            | 983.000             |
| C     | Pontoise / Versailles-Château / Saint-Quentin-en-Yvelines – Massy-Palaiseau / Dourdan / Saint-Martin-d’Étampes / Versailles-Chantiers | 187           | 84              | 531            | 540.000             |
| D     | Creil – Corbeil-Essonnes / Melun / Malesherbes                                                                                        | 197           | 59              | 440            | 615.000             |
| E     | Haussmann - Saint-Lazare – Chelles-Gournay / Tournan                                                                                  | 56            | 22              | 430            | 372.000             |

Der Großraum Paris wird mit dem Nahverkehrssystem Transilien durch die SNCF bedient. Dieses unterscheidet sich von den RER-Zügen darin, dass die Transilien-Linien nicht die Stadt unterqueren, sondern in den großen Zentralbahnhöfen enden.
| Linie | Streckenverlauf | Länge (in km) | Anzahl Bahnhöfe |
| ----- | --- | ------------- | --------------- |
| H     | Gare du Nord – Luzarches / Pontoise / Persan – Beaumont Pontoise – Creil                                                          | 138           | 46              |
| J     | Gare Saint-Lazare – Ermont – Eaubonne / Gisors / Mantes-la-Jolie – Vernon                                                         | 256           | 52              |
| K     | Gare du Nord – Crépy-en-Valois | 61            | 10              |
| L     | Gare Saint-Lazare – Cergy-le-Haut / Saint-Nom-la-Bretèche / Versailles-Rive-Droite                                                | 86            | 36              |
| N     | Gare Montparnasse – Mantes-la-Jolie / Dreux / Rambouillet                                                                         | 117           | 35              |
| P     | Gare de l’Est – Château-Thierry / La Ferté-Milon / Provins / Coulommiers Esbly – Crécy-la-Chapelle Coulommiers – La Ferté-Gaucher | 252           | 40              |
| R     | Gare de Lyon – Montereau / Montargis Melun – Montereau                                                                            | 164           | 24              |
| U     | La Défense – La Verrière | 31            | 10              |

### Straßenbahnen
Am 21. November 1853 wurde in Paris die Pferdestraßenbahn als erste in Europa eingeführt. Mit der Elektrifizierung des Gleisnetzes in den Straßen begann man am 6. November 1881 die Aufrüstung zur elektrischen Straßenbahn. Der Betrieb wurde bereits am 14. August 1938 eingestellt, die Verkehrsbedürfnisse wurden von Motorbussen erfüllt. Nach 54 Jahren Unterbrechung gibt es seit dem 6. Juli 1992 wieder eine Straßenbahn in den Vororten. Heute befahren sieben Linien ein mehr als 80 Kilometer langes Streckennetz.
Seit dem 16. Dezember 2006 verkehrt mit der neu gebauten Linie T3 die Straßenbahn auch wieder in Paris selbst. Die Linie T3 führt entlang der Boulevards des Maréchaux in zwei Abschnitten von der Seine-Brücke Pont du Garigliano im Südwesten bis zur Porte de Vincennes im Osten (als Linie 3a) von Paris und von dort zur Porte de la Chapelle (als Linie 3b) im Norden der Stadt. Die seit der Verlängerung im Dezember 2012 gut 22 Kilometer lange Strecke ist überwiegend als Rasengleis ausgeführt und für 270.000 Fahrgäste pro Tag ausgelegt.
Die Linie 4 wird von der SNCF betrieben, alle anderen von der RATP.
| Linie | Streckenverlauf                                                           | Eröffnung | Länge (in km) | Anzahl Haltestellen |
| ----- | ------------------------------------------------------------------------- | --------- | ------------- | ------------------- |
| T1    | Asnières – Gennevilliers – Les Courtilles ↔ Noisy-le-Sec                  | 1992      | 17            | 36                  |
| T2    | Pont de Bezons ↔ Porte de Versailles                                      | 1997      | 17,9          | 24                  |
| T3a   | Pont du Garigliano ↔ Porte de Vincennes                                   | 2006      | 12,4          | 25                  |
| T3b   | Porte de Vincennes ↔ Porte de la Chapelle                                 | 2012      | 9,9           | 18                  |
| T4    | Bondy ↔ Aulnay-sous-Bois                                                  | 2006      | 7,9           | 11                  |
| T5    | Marché de Saint-Denis ↔ Garges – Sarcelles                                | 2013      | 6,6           | 16                  |
| T6    | Châtillon – Montrouge ↔ Viroflay-Rive-Droite                              | 2014      | 14            | 21                  |
| T7    | Villejuif – Louis Aragon ↔ Athis-Mons – Porte de l’Essonne                | 2013      | 11,2          | 18                  |
| T8    | Saint-Denis – Porte de Paris ↔ Villetaneuse-Université / Épinay-sur-Seine | 2014      | 8,5           | 17                  |
| T9    | Porte de Choisy ↔ Orly-Gaston Viens                                       | 2021      | 10,4          | 19                  |
| T10   | La Croix de Berny ↔ Clamart-Jardin Parisien                               | 2023      | 8,2           | 13                  |
| T11   | Épinay-sur-Seine ↔ Le Bourget                                             | 2017      | 11            | 7                   |
| T12   | Évry-Courcouronnes ↔ Massy - Palaiseau                                    | 2023      | 20            | 16                  |
| T13   | Saint-Germain-en-Laye ↔ Saint-Cyr                                         | 2022      | 18,8          | 12                  |

### Bus

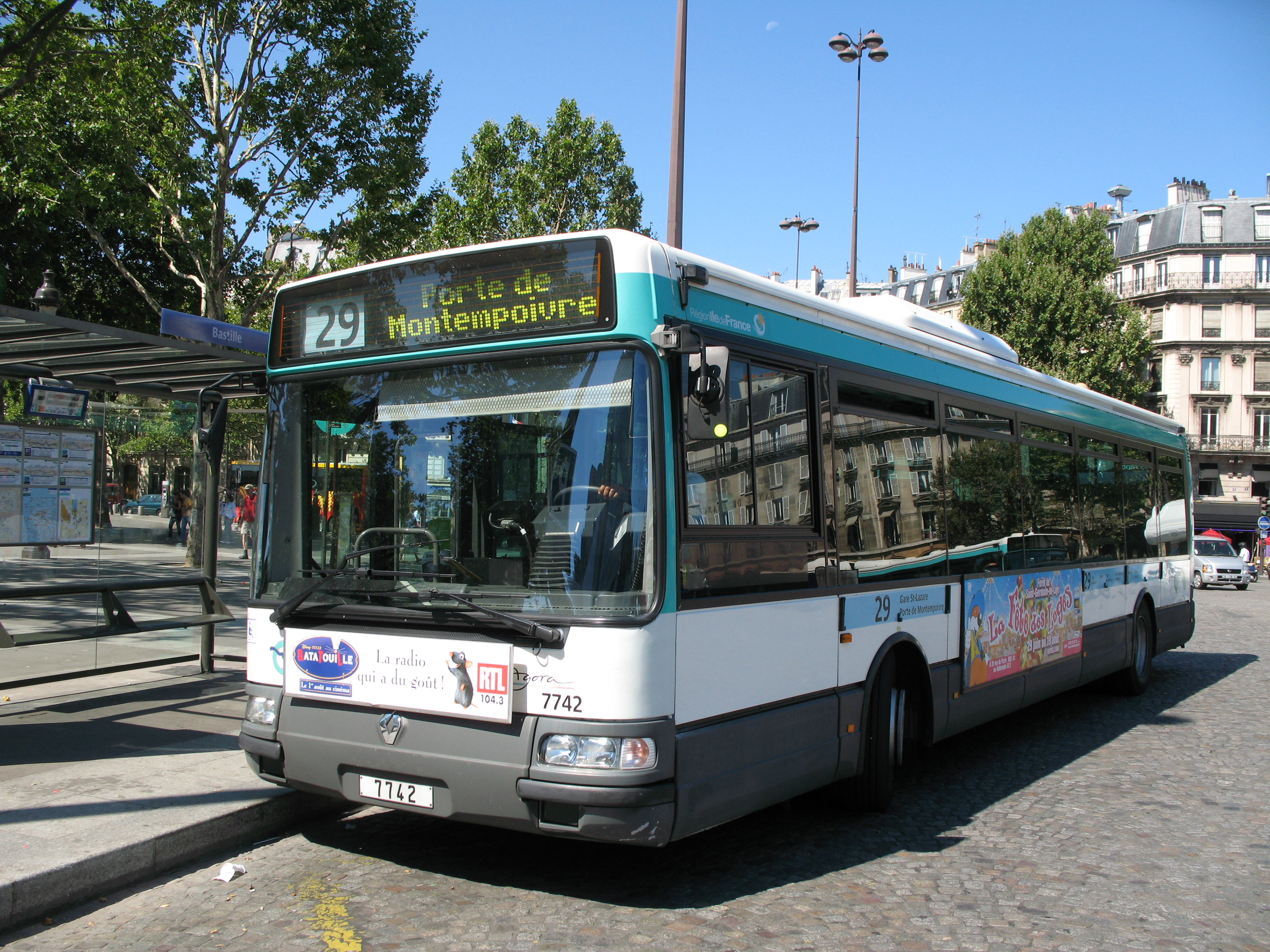
Ein Agora-Bus der RATP. Busse dieses Typs wurden in großer Zahl in den Jahren 1996–2006 angeschafft.

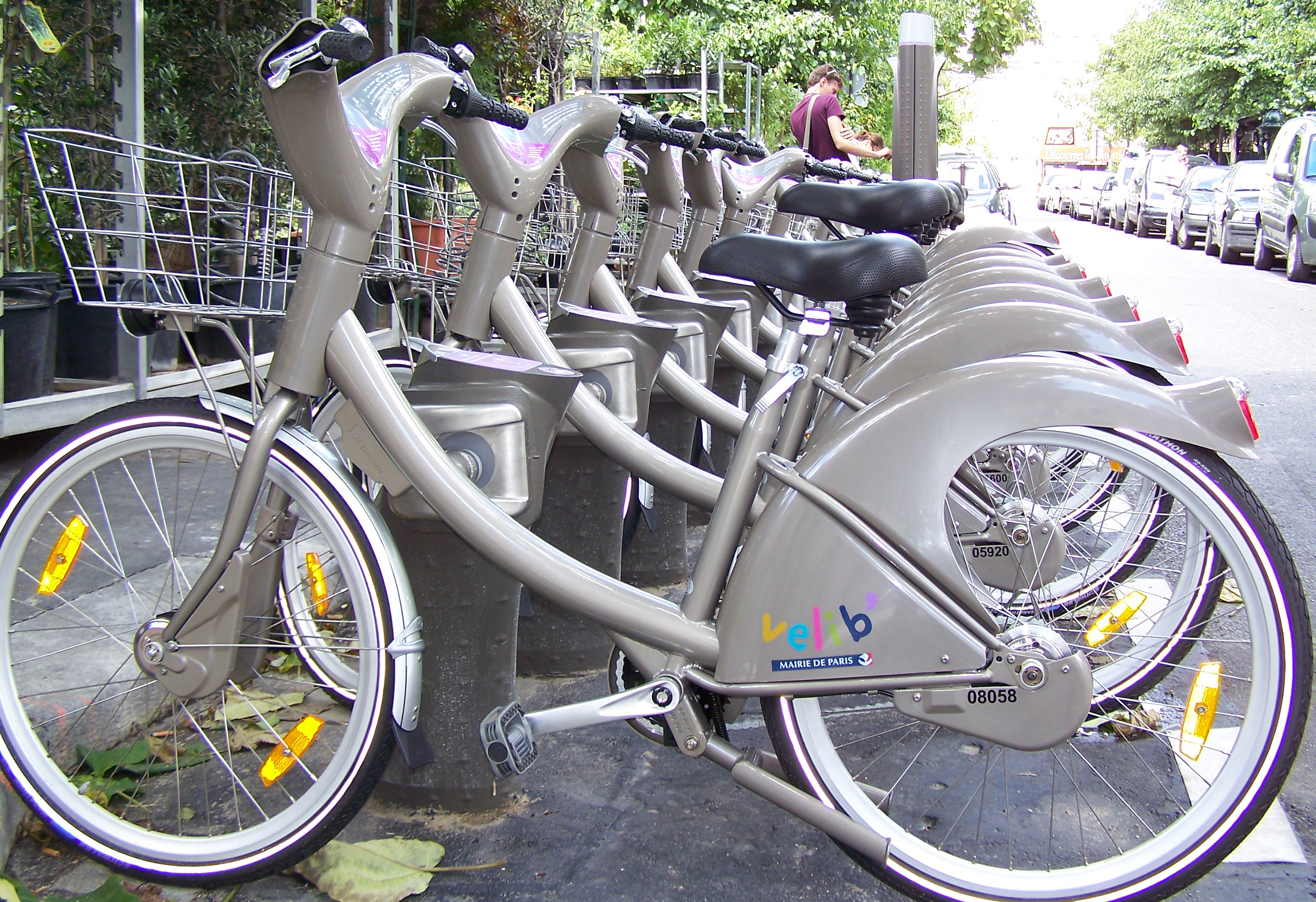
Fahrradvermietsystem Vélib’ in Paris

Paris ist auch von einem dichten Buslinien-Netz durchzogen. Die Busse mit dreistelligen Nummern fahren in die Vororte, die mit zweistelligen Nummern verkehren nur innerhalb der Stadt. Kurse mit durchgestrichener Liniennummer bedienen dabei nur eine Teilstrecke. Die meisten Omnibusse fahren zwischen 6:30 Uhr und 20:30 Uhr, die wichtigsten Linien länger bis etwa 1:00 Uhr nachts. Die Nachtbusse Noctilien verkehren täglich die ganze Nacht.
Auf 1435 Linien werden mehr als 9000 Busse eingesetzt mit einer jährlichen Fahrleistung von zusammen über 300 Millionen Kilometern. Pro Tag werden die Busse von rund 3,5 Millionen Fahrgästen benützt, das sind rund 42 Prozent der Transporte im ÖPNV der Île-de-France.
Im Rahmen eines Mobilitätsplans Bus 2013–2016 wird sukzessive das Angebot der Buslinien an die wachsende Nachfrage angepasst: z. B. durch Verbesserung der Linienführung, Erhöhung der Busfrequenz oder Verlängerung der Betriebszeiten. Seit Beginn der Operation im Jahr 2013 wurde bis Mitte 2014 bereits das Angebot auf mehr als 400 Linien verbessert. Im zweiten Halbjahr 2014 werden weitere 63 Linien von Angebotsverbesserungen profitieren.

### Andere Verkehrsmittel

#### Sharing-Systeme
Seit Sommer 2007 gibt es zudem ein flächendeckendes Netz von Fahrradmietstationen namens Vélib’. Das System umfasst über 20.000 Fahrräder an 1202 Stationen in Paris und einigen Gemeinden im Umland der französischen Hauptstadt. Bis 2017 wurde es von JCDecaux betrieben, danach übernahm der Anbieter Smovengo den Betrieb. Mit der Einführung von Vélib’ spielt Radverkehr erstmals eine signifikante Rolle im Pariser Stadtverkehr; diese wurde später von einer Vielzahl von privaten, stationslosen Fahrradverleihsystemen ergänzt. Seit 2016 gibt es in Paris auch einen Scooter-Sharing Service mit Elektromotorrollern durch Cityscoot und später auch (zeitweise) den deutschen Anbieter Coup; seit 2021 gibt es weitere Anbieter mit Lime, Cooltra und Yego. Seit 2018 gibt es zudem eine Vielzahl von konkurrierenden E-Tretroller-Verleihsystemen, seit dem Sommer 2020 hat die Stadtverwaltung das Angebot nach einem Auswahlverfahren auf drei Verleiher (Dott, Lime und Tier) mit jeweils bis zu 5000 Rollern eingeschränkt. Bei einer Bürgerbefragung am 2. April 2023 haben sich 89 Prozent der Stimmenden gegen einen Weiterbetrieb der E-Tretroller-Verleihsysteme ausgesprochen. Die Lizenzen laufen im August 2023 aus.
Unter dem Namen Autolib’ gab es von 2011 bis 2018 auch ein öffentliches Carsharing-Angebot mit Elektroautos (Bluecars). Das großangelegte, vom Bürgermeister Bertrand Delanoë ins Leben gerufene und vom Bolloré-Konzern betriebene Projekt wurde jedoch Mitte 2018 wegen mangelnder Rentabilität, stetig abnehmender Qualität des Dienstes (schlechter Zustand der Fahrzeuge) und drastisch gesunkener Abonnentenzahlen eingestellt; die Verluste des Projektes beliefen sich zu diesem Zeitpunkt auf etwa 300 Millionen Euro.

#### Véligo
Véligo ist ein Dienst, der Nutzern des ÖPNV der Ile-de-France ihre Fahrräder diebstahlsicher abstellen lässt:
An Bahnhöfen und Straßenbahnhaltestellen werden umzäunte und überdachte Bereiche mit Abstellplätzen für 32 bis 122 Fahrräder errichtet. Das Fahrrad kann dort an einen ortsfesten Bügel angekettet werden. Zugang zu den Véligo-Bereichen haben nur Kunden mit einem Navigo-Pass für Zeitkarten und einem Abonnement für einen Stellplatz.
Im März 2013 standen 19 Véligo-Bereiche zur Verfügung. Bis zum Jahr 2020 sollen 20.000 solcher Fahrradstellplätze errichtet werden.

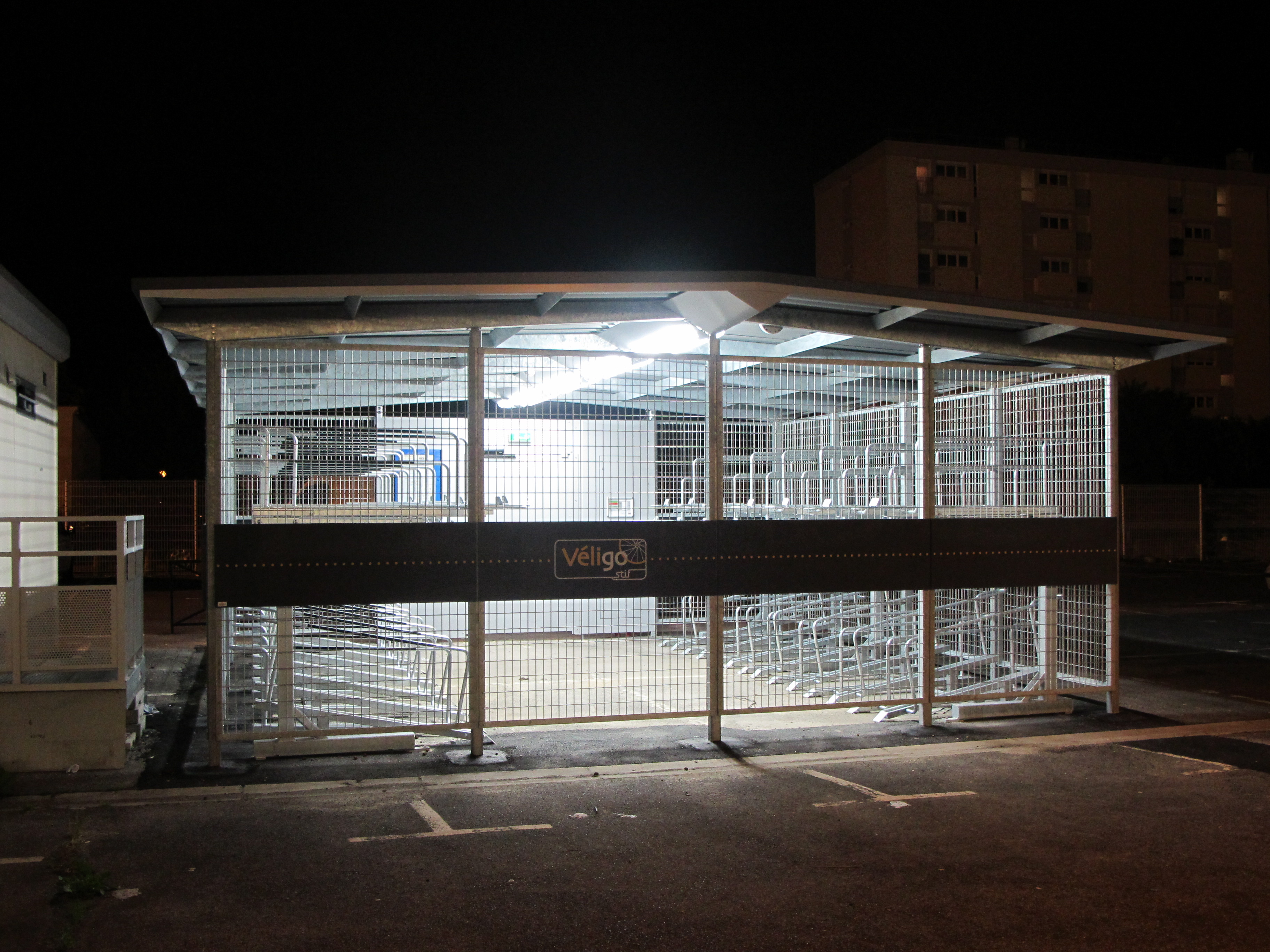
Der Véligo-Unterstand im Bahnhof Corbeil-Essonnes

#### Seilbahn Câble 1 (im Bau)
Unter dem Kunstnamen Téléval (Zusammenziehung aus Téléphérique und Val-de-Marne) wurde bis 2018 eine Seilbahn als Verlängerung der bestehenden 8 geplant. Der öffentliche Nutzen der Bahn wurde 2019 festgestellt. Die nun als Câble 1 (C1) bezeichnete Seilbahn wird an der Métrostation Pointe du Lac beginnen und Richtung Süden führen. An der 4,5 km langen Strecke werden 5 Haltestellen liegen. Dadurch werden die Orte Valenton, Limeil-Brévannes und Villeneuve-Saint-Georges besser an die Hauptstadt angebunden. Die bezeichnete Seilbahn erhielt den Zuschlag gegenüber erdgebundenen Verkehrsmitteln wie z. B. die Straßenbahn, weil in diesem Fall aufwändige Kunstbauten (Brücken bzw. Tunnel) erforderlich wären, um mehrere Eisenbahnlinien (darunter die Ligne de la grande ceinture de Paris) und die Route nationale 406 zu über- bzw. unterqueren.

## Fahrausweise

### Tageskarten

#### Paris Visite
Paris Visite ist ein Pariser Nahverkehrsticket speziell für Touristen. Es ist für eine Nutzungsdauer von 1, 2, 3 oder 5 Tagen erhältlich. Das Pariser Nahverkehrsnetz ist in konzentrische Zonen aufgeteilt. Paris Visite gibt es für die Zonen 1–3 oder 1–6. Dabei decken die Zonen 1–3 zumindest das gesamte Stadtkerngebiet von Paris und das gesamte Metronetz ab. Gebiete der Region Île-de-France, die außerhalb des Pariser Stadtgebiets liegen, werden von diesen drei Zonen jedoch nicht abgedeckt. Zum 1. Juli 2007 entfielen die früheren Außenzonen 7 und 8, diese wurden preislich in die Zone 6 integriert.
Innerhalb dieser Zonen gilt es in allen Verkehrsmitteln der RATP (Métro, RER, Bus, Straßenbahn (Tramway), Funiculaire de Montmartre, Montmartrobus, Nachtbus (Noctilien)) und Nahverkehrszügen der SNCF. Mit dem Ticket für die Zonen 1–6 sind auch das Schloss Versailles, Disneyland und die Flughäfen Charles de Gaulle im Norden und Orly im Süden der Stadt erreichbar. Zudem werden mit „Paris Visite“ Ermäßigungen in Museen und Geschäften gewährt.

#### Mobilis
Die Tageskarte Mobilis beinhaltet keine Ermäßigungen und gilt nicht für die Fahrt zu den Flughäfen. Ansonsten gilt sie ebenfalls an einem Betriebstag in allen Verkehrsmitteln (RER/Metró/Tram/Bus) der gewählten Zonen.
Betriebsbeginn ist ca. 0:30 Uhr für die Nachtbusse „Noctilien“ und 5:30 Uhr für die Métro, Betriebsschluss ist gegen 1:15 Uhr (2:15 Uhr am Samstagmorgen, Sonntagmorgen und in den frühen Morgenstunden von Feiertagen) bei der Métro und sogar 5 Uhr bei Nachtbussen.
Der Preis für das Ticket in den Zonen 1 und 2 beträgt 7,50 Euro (Stand 10. März 2022).

### Einzelfahrscheine

Ticket t+ (reduzierter Tarif 2016)

#### Das Ticket t+
Der Einzelfahrschein „ticket t+“ gilt für eine Fahrt inklusive einer beliebigen Anzahl an Umstiegen zwischen den Metrolinien (gesamtes Netz unabhängig von der Zone) bzw. RER-Linien im Stadtgebiet („intra muros“) von Paris. Es kann aber alternativ auch im Bus- und Tramnetz genutzt werden. Hier gilt es 90 Minuten inklusive einer beliebigen Anzahl an Umstiegen, allerdings ohne Rück- und Rundfahrten oder Fahrtunterbrechungen. In den Nachtbuslinien (Noctilien) gilt eine abweichende Regelung, hier müssen je nach Ziel mehrere t+ entwertet werden.
Dabei gibt es – bis auf wenige Ausnahmen – keine Zonen- oder Linieneinschränkungen, seine Nutzung erstreckt sich auf Bus- und Tramlinien der RATP, SNCF und Optile in der gesamten Region Île-de-France. Nicht erlaubt ist der Umstieg von Bus oder Tram auf das Netz der Metro/RER. Ebenso dürfen keine Bahnstrecken (Metro, RER, Transilien oder sonstige) außerhalb des Pariser Stadtgebiets genutzt werden. Ein im Bus gekauftes „ticket t+“ berechtigt nicht zum Umstieg (Aufdruck: „sans correspodances“). Fahrtunterbrechungen sind generell nicht erlaubt. Beim Umsteigen muss das „ticket t+“ direkt beim Einstieg (Tram/Bus) bzw. an den Zugangsschranken (RER/Metro) neu entwertet werden.
Das Ticket t+ ist seit 2007 in Gebrauch und ersetzt das Ticket t, welches seit 2003 existierte.
Es ist einzeln für 2,10 Euro oder als 10 einzelne HandyTickets für 16,90 Euro bzw. 8,45 Euro (50 % reduziert) erhältlich (Stand 1. Januar 2023).

#### Flughäfen
Für einzelne Fahrten zu den Flughäfen Charles de Gaulle und Orly müssen gesonderte Tickets gelöst werden. Diese können an jedem Ticketschalter oder auch an den Ticketautomaten gekauft werden.
Ein Ticket vom Stadtgebiet Paris zum Flughafen Charles de Gaulle kostet beispielsweise 9,25 Euro (Kinder 6,50 Euro; Stand 12. Dezember 2012). Für eine Fahrt vom Gare de l’Est mit der Nachtbuslinie (Noctilien) N144 zum Flughafen Orly können 3 t+ entwertet werden (4,23 Euro; Stand 28. April 2016).

## Vereinfachtes Ticketsystem seit 1. Januar 2025

### Einzeltickets
Seit dem 1. Januar 2025 ist das Ticket-System deutlich vereinfacht. Die Einzeltickets kosten für Train, Métro und RER 2,50 €, für Tram und Bus 2 €. Die Tickets sind 120 bzw. 90 Minuten lang in der Region Ile de France gültig und decken damit das gesamte RER-Netz ab. Damit können also auch Versailles und Euro Disney erreicht werden, wofür zuvor separate Tickets erforderlich waren. Lediglich einige Transilien-Verbindungen in die Nachbarregionen erfordern noch zusätzliche Tickets.
Die Tickets können auf das Handy geladen werden oder auf eine Pappkarte im Kreditkartenformat (passe Navigo Easy), die einmalig für 2 € gekauft werden muss.
Neben den Einzeltickets für Erwachsene (es gibt keinen Mengenrabat für das Carnet à 10 mehr) gibt es Einzeltickets für Kinder (Alter 4–10 Jahre).

### Tages- und Mehrtagestickets
Das Ticket „Forfait Navigo Jour“ erlaubt die Nutzung aller öffentlicher Verkehrsmittel innerhalb der Region Ile de France an einem Tag. Ausgenommen sind Fahrten zu den Flughäfen und die Nutzung der Sightseeing-Busse.
Das Ticket „Forfait Paris Visite“ kann für die Dauer von 1–5 Tagen erworben werden und erlaubt die Nutzung aller öffentlicher Verkehrsmittel innerhalb der Region Ile de France im entsprechenden Zeitraum und erlaubt auch Fahrten zu bzw. von den Flughäfen.

### Abonnements
Für häufige Nutzer oder Nutzer, die sich nicht vorher mit der Auswahl der besten Tickets beschäftigen möchten, bietet sich Navigo Liberté+ an. Dafür legt man ein Kundenkonto auf der Webseite von Île-de-France Mobilités an und lädt das Abonnement (auch Modelle ohne Grundgebühr sind verfügbar) entweder auf einen Passe Navigo oder sein Handy. Die tatsächlich gemachten Fahrten werden im Folgemonat dem hinterlegten Zahlungsmittel belastet. Die Einzeltickets sind auf diese Weise erheblich günstiger (z. B. 1,99 € für das Train-Métro-RER-Ticket statt 2,50 € im Einzelkauf vor der Fahrt). Sollten die Kosten der an einem Tag verbrauchten Einzeltickets den Preis für ein Tagesticket (Forfait Navigo Jour, derzeit 12 €) übersteigen, werden nur die Kosten für dieses Tagesticket abgerechnet.

### Ticketautomaten
An den Stationen der RATP gibt es verschiedene Generationen von Ticketautomaten. An fast allen Automaten kann man außerdem den Pass Navigo aufladen. Diese Transponderkarte dient als Träger für elektronische Wochen- oder Monatskarten.
Die meisten Ticketautomaten haben neben Französisch auch eine englische und spanische, einige sogar eine deutsche Sprachauswahl. An fast allen RATP-Ticketautomaten kann man mit Münzen bezahlen, nur sehr wenige Automaten akzeptieren auch Banknoten. Im Allgemeinen findet man einen, maximal zwei Automaten mit Geldscheinakzeptanz – dort, wo kein Fahrscheinverkauf mehr am Schalter stattfindet (Umgestaltung zum Info-Counter).
Obwohl an den Automaten die internationalen Kreditkarten-Logos angebracht sind, ist eine Zahlung mit ausländischen Kreditkarten nicht an allen Geräten möglich. Selbst neuere ausländische Kreditkarten, die bereits mit dem EMV-Chip ausgestattet sind, werden teilweise nicht akzeptiert. Nur PIN-aktivierte Kreditkarten werden an allen Ticketautomaten akzeptiert.
Bei geringen Beträgen wird bei Karten mit einem EMV-Chip, in dem die PIN-Autorisierung nicht freigeschaltet ist, auf die Autorisierung manchmal generell verzichtet. Entsprechend wird weder PIN noch Unterschrift verlangt, der Kauf aber trotzdem abgewickelt und nur eine Bestätigungsmeldung kurzzeitig im Automaten-Bildschirm angezeigt.
Die Zahlung mit Maestro-Karte ist nach Eingabe der PIN problemlos möglich.
In jedem Fall ist die Chance an Automaten mit Geldschein-Akzeptanz höher, da diese – wenn auch äußerlich nur schwer erkennbar – einer neueren Generation angehören.